# Pagėgiai
Pagėgiai (Duits: Pogegen) is een stad in het zuidwesten van Litouwen.
De naam betekent letterlijk "aan de Gėgė" en het wordt dan ook aangenomen dat de rivier de Gėgė ooit door het stadje stroomde. De stad is door middel van de Koningin Louisebrug verbonden met Sovjetsk een stad in de Russische oblast Kaliningrad. 

## Geschiedenis
De eerste betrouwbare vermelding van de plaats stamt uit 1307. De naam betekent "gelegen aan de rivier de Gege". Het was de tijd waarin de Duitse Orde haar noordoostelijke opmars had voltooid. Omdat Duitse boeren weinig interesse hadden in het vestigen van de wildernis ten noorden van de Memel, trokken Litouwse vluchtelingen die niet in staat waren hun geloof in hun nog steeds heidense thuisland uit te oefenen, daarheen. Vanwege het grotendeels ontoegankelijke landschap was de grens tussen de religieuze staat en Litouwen lange tijd ongedefinieerd; deze werd pas in 1398 bij verdrag vastgelegd. Het Duits verspreidde zich verder naar het noorden, zodat de voormalige Litouwse immigranten zich steeds meer assimileerden en het Duits vaak als tweede taal adopteerden.
Rond 1785 telde het dorp 39 open haarden (huishoudens) en werd het toegewezen aan het district Baublen, dat 70 dorpen omvatte en met 881 open haarden.
De inwoners van Pogegen leefden voornamelijk van de landbouw en de visserij aan de Memel. Tot de 18e eeuw deelden zij het lot van Memelland, dat herhaaldelijk te lijden had onder invasies door Litouwers, Russen en Zweden, maar ook onder pest en cholera. Pas halverwege de 19e eeuw verbeterden de omstandigheden. De plaats werd aangesloten op de spoorlijn Memel – Tilsit – Insterburg. die op 15 oktober 1875 werd voltooid. Op 12 augustus 1902 werd de kleine spoorlijn Pogegen - Schmalleningken geopend, waardoor de regio ook naar het oosten werd ontsloten. Met 684 inwoners, zowel in 1885 als in 1910, bleef Pogegen een relatief onbeduidende stad met slechts enkele winkels en ambachtelijke bedrijven, evenals een herberg, twee restaurants, een kaasfabriek, een bieruitgever en een veehandelbedrijf.
Aan het begin van de Eerste Wereldoorlog werd de plaats in de herfst van 1914 tijdelijk veroverd door Russische troepen. Na het einde van de oorlog werden de gebieden ten noorden van de Memel bij het Verdrag van Versailles in 1919 van Pruisen gescheiden, onder voorbehoud van latere staatstoewijzing. Het nu zogenaamde Memelland werd op 15 februari 1920 onder Frans militair bestuur geplaatst en verdeeld in nieuwe administratieve gebieden. Vanwege de gunstige ligging qua verkeer werd Pogegen aangewezen als zetel van het bestuur van het nieuw opgerichte gelijknamige district. 
Op 10 januari 1923 (de dag vóór de Franse bezetting van het Ruhrgebied) bezetten Litouwse soldaten, vermomd als ongeregelde troepen, het Memelland, in strijd met het Verdrag van Versailles. De Volkenbond werd gedwongen in te stemmen met de opname van Memelland in de Litouwse staat, maar bereikte onder zijn toezicht een statuut van autonomie. Met de toevoeging van personeel voor het districtsbestuur ontwikkelde Pogegen zich snel. Er ontstonden talloze nieuwe ambachtelijke bedrijven, er werd een zakenwijk gebouwd nabij het treinstation, een middelbare agrarische school en een Litouws progymnasium geopend. Voor de energievoorziening werd een aparte elektriciteitscentrale gebouwd. In 1925 was het aantal inwoners ruim verdubbeld tot 1.404. Op dat moment beschikte de grote plattelandsgemeenschap nog niet over een eigen kerk; deze behoorde nog steeds tot de parochie Tilsit-Land. Omdat de Tilsitkerk door de afbakening van de grens steeds moeilijker bereikbaar werd, werd in 1933 in Pogegen een kleine kerk gebouwd, waaraan in 1938 een toren werd toegevoegd.
Litouwen moest onder het autoritaire regeringshoofd Antanas Smetona, die in 1926 aan de macht kwam, onder Duitse druk op 22 maart 1939 Memelland teruggeven aan Duitsland. Tijdens de Tweede Wereldoorlog had de Duitse Wehrmacht in Pogegen een krijgsgevangenenkamp voor officieren. Op 23 maart 1943 kreeg de gemeente Pogegen stadsrechten. In de laatste fase van de oorlog werd Pogegen op 20 oktober 1944 veroverd door het Rode Leger van de Sovjet-Unie. In 1947 werd het voormalige Duitse gebied ten noorden van de Memel opgenomen in de Sovjetrepubliek Litouwen en kreeg de Litouwse plaatsnaam Pagėgiai. In 1959 telde de plaats 3.436 inwoners.